# Frederick Crace Calvert

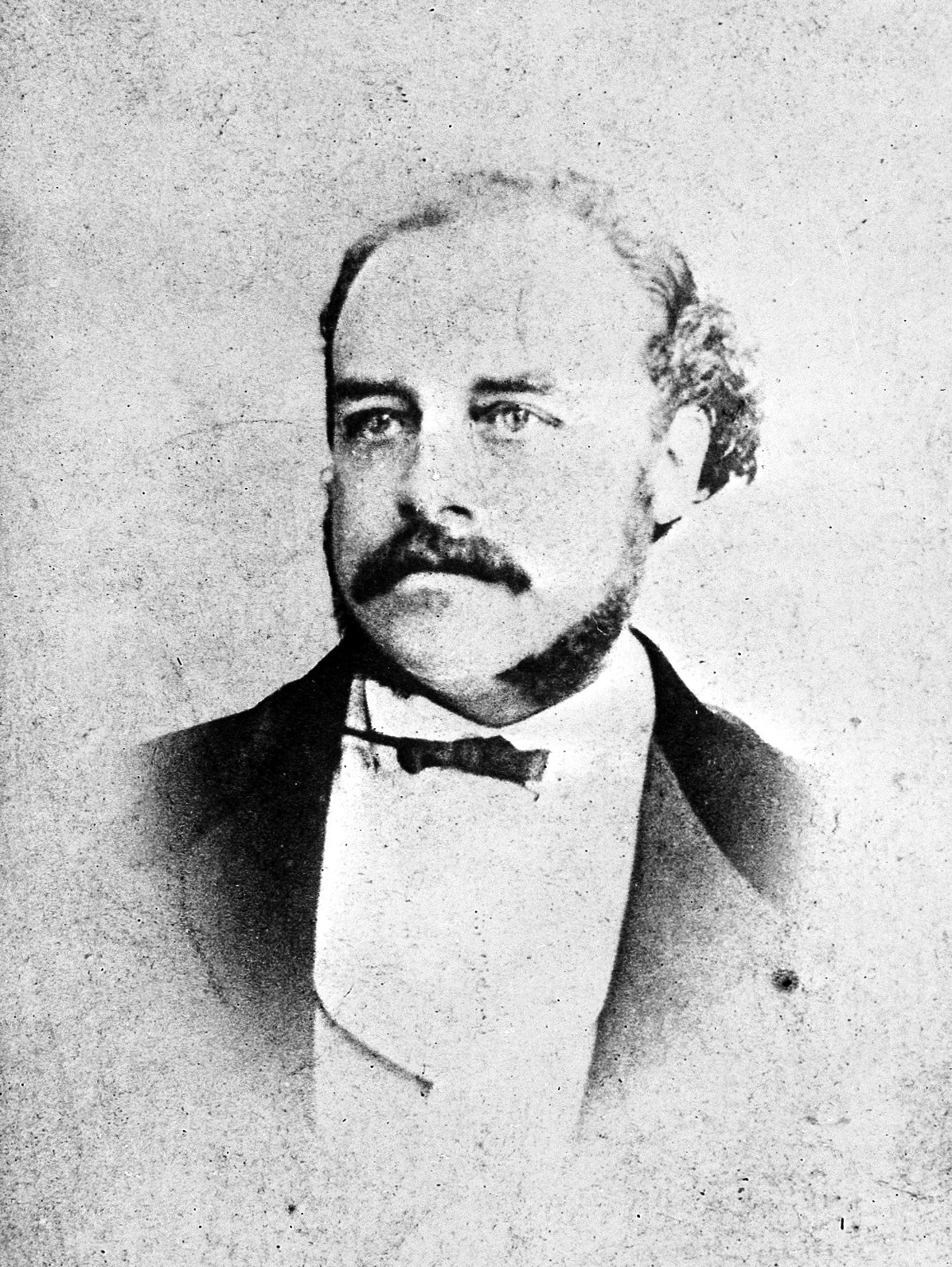
Frederick Crace Calvert

Frederick Crace Calvert (* 14. November 1819 in Tooting, Surrey; † 24. Oktober 1873) war ein englischer Chemiker.
Er studierte Chemie in Frankreich bei Eugène Chevreul und promovierte am 21. September 1859 (?) zum Dr. phil. in Gießen. Ab 1836 war er Chemiker in Rouen und Paris. Er war Assistent Chevreuls in der Gobelin-Manufaktur.
1846 wurde er am Great Britain Royal Institute in Manchester Honorarprofessor für Chemie. Ferner war er Lector an der Royal School of Medicine and Surgery in London. Bis 1866 brachte er Carbolsäure (Phenol) als Desinfektionsmittel in den Handel. Er wurde Mitglied der Royal Society.